# 2011 MD
2011 MD 是一颗阿波罗型近地小行星。在2011年6月28日凌晨0点50分（北京时间），其轨道距离地球表面只有18,300（11,400英里），这只有地月距离的1/20。这是人类观测史上除去直接撞击地球的2008 TC3之外，距离地球第4近的小行星飞掠事件，仅次于2011 CQ1、2004 FU162和2008 TS26。
由于该小行星在距地球最近点时的位置离太阳不远，所以可能只有在其近地点前数小时的很短一段时间内能够观测它。业余天文爱好者在澳大利亚、南部非洲和美国可以用一台好的望远镜在正确的坐标位置找到它。
2011 MD在2011年6月22日由林肯近地小行星研究小组在墨西哥的自动天文望远镜发现。它长度( Spitzer space  telescope) 约6米之间。

## 轨道
今日天文学杂志的Emily Baldwin博士说，“即使它真的进入地球大气也不会有撞击的危险（更何况不会进入大气），因为它会在大气层中燃烧成明亮的火球，散裂成为一些小陨石。"2011 MD在近地点的飞行速度为6.7千米/秒，大于该高度的地球逃逸速度（5.7千米/秒），因此不会撞向地球。它上一次近距离飞掠地球是1962年，但当时的距离为差不多3个地月距离。
|  |  |